# Plegiocidaris
Plegiocidaris is een geslacht van uitgestorven zee-egels, dat leefde tijdens het Jura.

## Beschrijving
Deze zee-egels hadden een ronde, iets afgeplatte schaal, die was samengesteld uit vijf gepaarde rijen smalle ambulacrale platen en vijf gepaarde rijen brede interambulacra (het deel van het skelet, dat tussen de ambulacra is gelegen), die bestonden uit grote platen, die bezet waren met in het oog springende knobbels. De bovenliggende opening duidde op de plaats van het apicaalveld. Dit was een centraal veldje, boven op de zee-egelschaal, waarvandaan de ambulacra uitstraalden, ook topschild genoemd. De normale diameter bedroeg ongeveer 4 cm.

## Leefwijze
Vertegenwoordigers van dit geslacht bewoonden zeegebieden op rotsachtige bodems, waar ze zich voedden met algen.

## Soorten
- Plegiocidaris ardesica Thiéry, 1928 †
- Plegiocidaris biassalensis Weber, 1934 †
- Plegiocidaris bifrons Lambert, 1936 †
- Plegiocidaris caeuliculus Lambert, 1936 †
- Plegiocidaris helviorum Lambert, 1932 †
- Plegiocidaris huguenini Lambert, 1931 †
- Plegiocidaris jacobi Basse & Lambert, 1936 †
- Plegiocidaris kuchkaensis Weber, 1934 †
- Plegiocidaris lamberti Weber, 1934 †
- Plegiocidaris lemoinei Lambert, 1928 †
- Plegiocidaris marizensis Lambert, 1937 †
- Plegiocidaris mercieri Lambert, 1933 †
- Plegiocidaris orientalis El-Din Mahmoud, 1955 †
- Plegiocidaris pseudohorrida Lambert, 1936 †
- Plegiocidaris telrhemtensis Lambert, 1937 †
- Plegiocidaris termieri Lambert, 1937 †
- Plegiocidaris tingitana Lambert, 1933 †
- Plegiocidaris vogdti Weber, 1934 †
- Plegiocidaris welschi Lambert, 1935 †

Namen met onduidelijke status
- Plegiocidaris babeaui †
- Plegiocidaris morierei †
- Plegiocidaris raibliana †